# Sorzano
Sorzano è un comune spagnolo di 208 abitanti situato nella comunità autonoma di La Rioja.